# 애드미럴티제도어군
애드미럴티제도어군(영어: Admiralty Islands languages)은 애드미럴티 제도에서 사용되는 30여 개의 언어로 이루어진 오세아니아어군(Oceanic)의 하위 그룹이다. 종종 분류에 논쟁이 있는 야프어를 포함한다.

## 언어
Lynch, Ross, & Crowley (2002)에 따르면, 어군의 내부 구조는 다음과 같다.
애드미럴티제도어군
- 동부
  - 마누스어군 (20여 개 언어)
  - 남동부
    - 발루안팜어
    - 렝카우어
    - 로우어
    - 나우나어, 펜찰어
- 서부
  - 북카니에트어, 남카니에트어
  - 세이마트어
  - 우불루아우아어

언급한 바와 같이, 야프어와 응굴루완어도 이 언어군에 속할 수 있다.